# Репольская народная школа
Репольская народная школа (фин. Repolan kansakoulu) — начальное учебное заведение, действовавшее в 1902—1939 годах в Выборге. Трёхэтажное здание, включённое в перечень памятников архитектуры, и поныне используется в качестве школьного.

## История
Вследствие введения в 1860-х годах в официальное делопроизводство Великого княжества Финляндского финского языка в народном образовании стала расширяться сеть финноязычных школ, соответствовавших начальным народным училищам Российской империи. В соответствии с изданным в 1866 году при императоре Александре II «Постановлением об устройстве народного преподавания в Великом княжестве Финляндском» школа была отделена от церкви, и вместо лютеранских церковно-приходских школ по проекту У. Сигнеуса стали создаваться народные школы. Образовательное законодательство содержало требования к школьным зданиям, контроль над соблюдением которых осуществлялся школьным управлением. Вслед за Выборгской народной школой, открытой в 1868 году в центре города, народные школы стали открываться в городских районах. В соответствии с установленными требованиями выборгским городским архитектором Б. Бломквистом был разработан проект народной школы, построенной в 1899—1901 годах на вершине Мельничной горы в качестве первого каменного здания на формировавшейся площади. По месту нахождения первоначально школу называли Myllymäen koulu («Школа Мельничной горы»). Позже на склоне горы по соседству были построены ещё две школы: совместное училище и женская гимназия, а народную школу стали называть Репольской по наименованию городского района — Репола.
Трёхэтажное здание четырёхклассной начальной школы решено в стиле неоренессанс, как и многие другие постройки Б. Бломквиста (по проекту того же зодчего построены и расположенные по соседству Выборгское пожарное депо, здание полицейского отделения). Оно напоминает итальянские палаццо XV века. Симметричный фасад, выходящий на площадь, оформлен рядами полуциркулярных окон с подоконными карнизами и круглыми нишами на втором и третьем этажах.
В нишах второго этажа размещались девять бюстов деятелей культуры и науки Финляндии: А. Альквиста, Ю. Гадолина, Э. Лённрота, Ф. Пациуса, Г. Портана, Й. Рунеберга, У. Сигнеуса, Й. Снельмана и С. Топелиуса. Аналогичные ниши на третьем этаже отводились под размещение символических изображений: таких, как герб Выборга, циркуль, молоток, штангенциркуль, первые слова неофициального гимна Финляндии и даже математический пример.
Первый этаж рустован, верхние этажи частично облицованы кирпичом, а в отделанном гранитом цокольном этаже устроены два парадных входа. Под массивным карнизом размещалась надпись «народная школа» на двух языках: финском (Kansakoulu) и шведском (Folkskola), а также дата постройки «MCMI» (на боковом фасаде). Задний фасад, с более скромной отделкой, украшен ризалитом, завершающимся треугольным фронтоном.
В военное время здание меняло назначение: так, в 1944 году, после взятия города советскими войсками в ходе Выборгской операции, в школе размещался военный госпиталь. В ходе советско-финских войн (1939—1944) здание получило повреждения: пострадали крыша и лестница. Но уже 19 декабря 1944 года в нём снова открылась школа, первая в советском городе. В послевоенное время в здании, помимо десятилетней школы № 1, размещались и подразделения педагогического института. В связи с этим для приспособления помещений под нужды двух учреждений в ходе ремонта была проведена перепланировка, в результате которой оба парадных входа оказались заложенными. Лишилось здание и значительной части фасадных украшений: символических изображений в круглых нишах третьего этажа (частично) и бюстов деятелей культуры и науки Финляндии в круглых нишах второго этажа (полностью).
С 1961 года разместившаяся в здании школа № 7 была восьмилетней, а с 1991 года она имеет статус общеобразовательной. Ремонтными работами, проводившимися в школе, восстановление парадных входов не предусматривалось; учащиеся попадают в здание со двора. Лишены ученики и возможности решить пример. До войны в нише на фасаде было изображение, представлявшее собой сумму: «1808+55». Таким образом, прибавив к дате манифеста Александра I «О присоединении Финляндии» 55 лет, можно было получить «1863» — дату высочайшего постановления Александра II «Об уравнении в правах финского языка с официальным шведским» в Великом княжестве Финляндском. К настоящему времени в медальоне на фасаде осталось только число «1808».